# Kirche Bartow

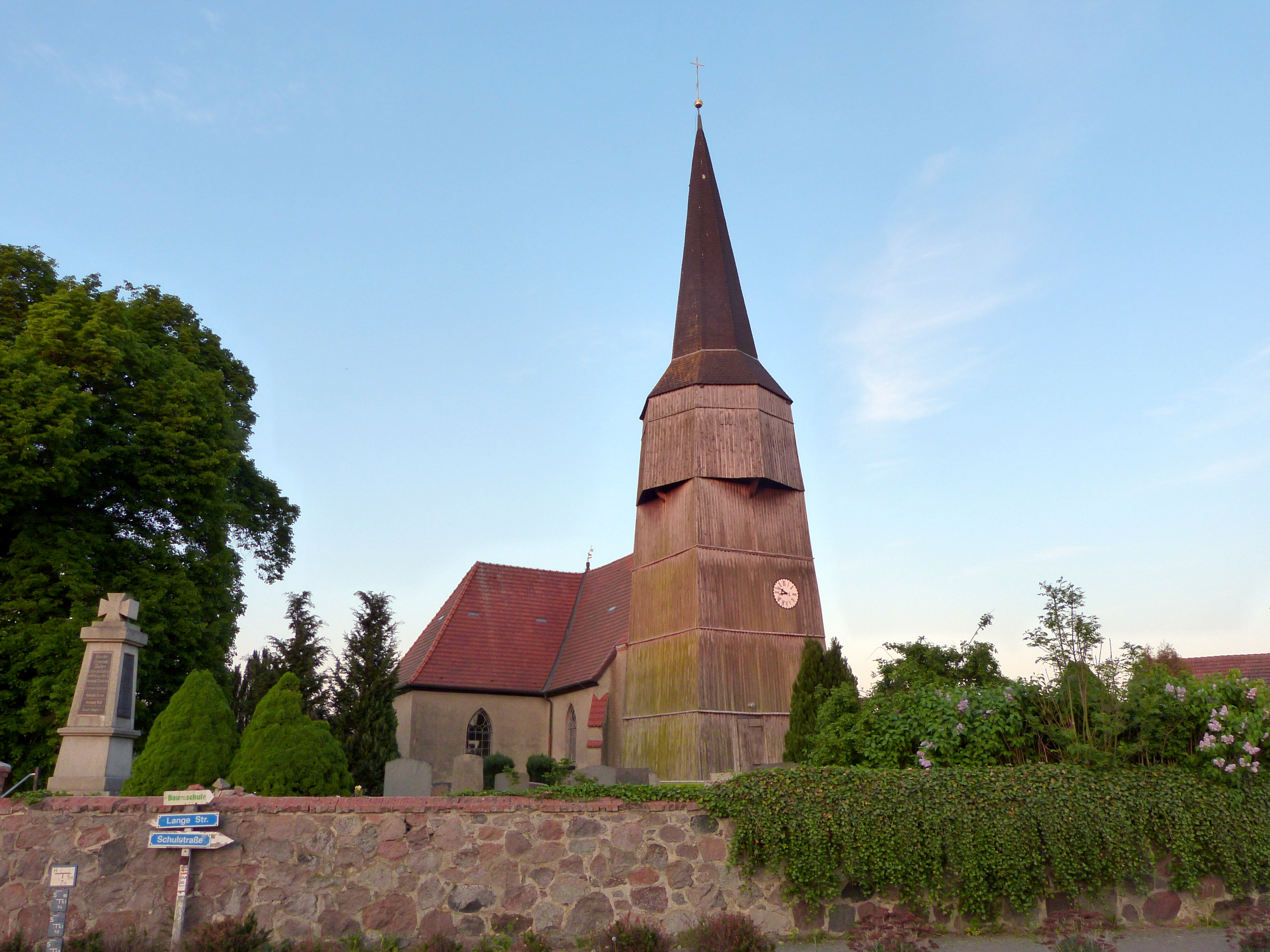
Kirche in Bartow

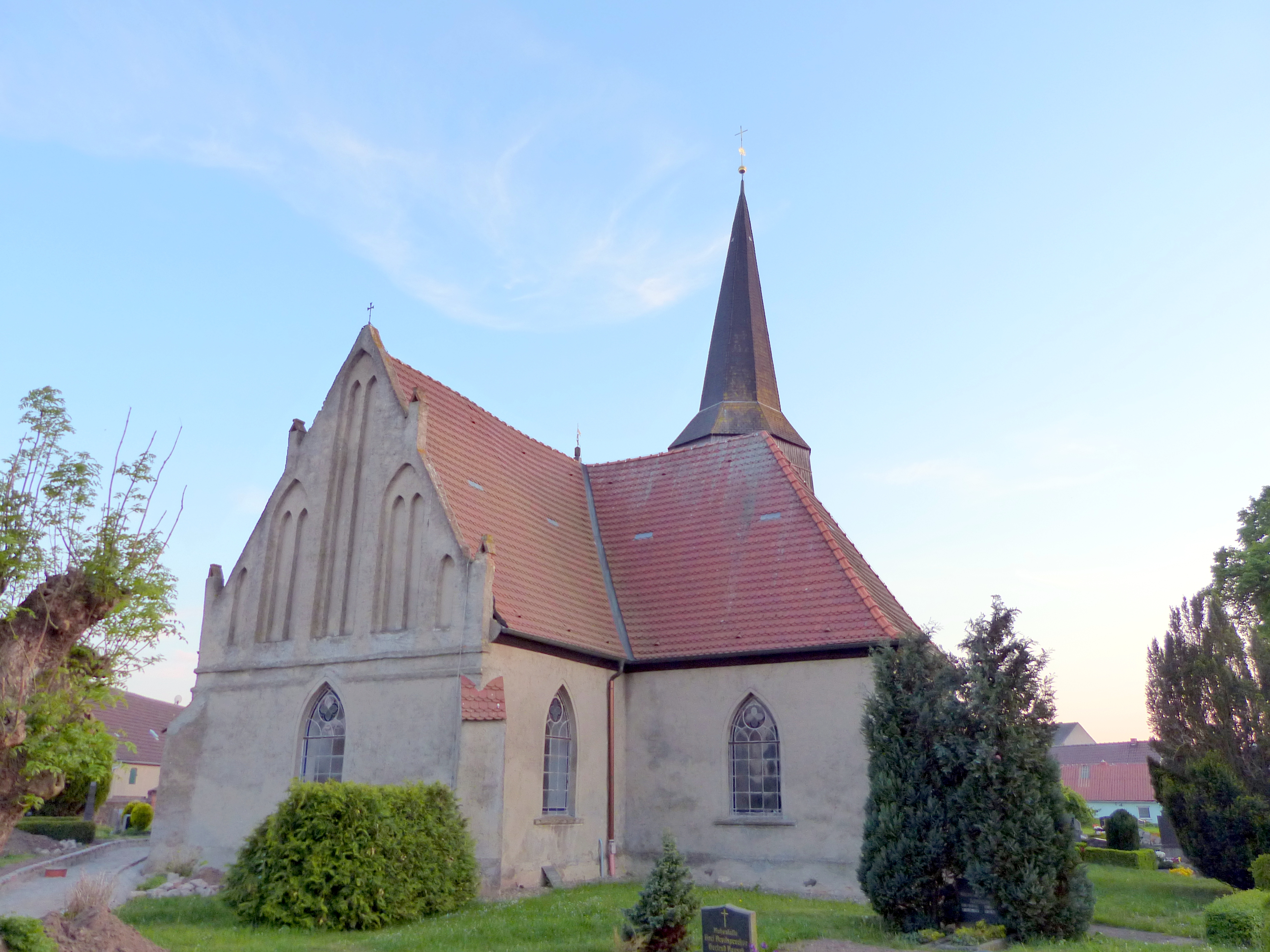
Ostgiebel

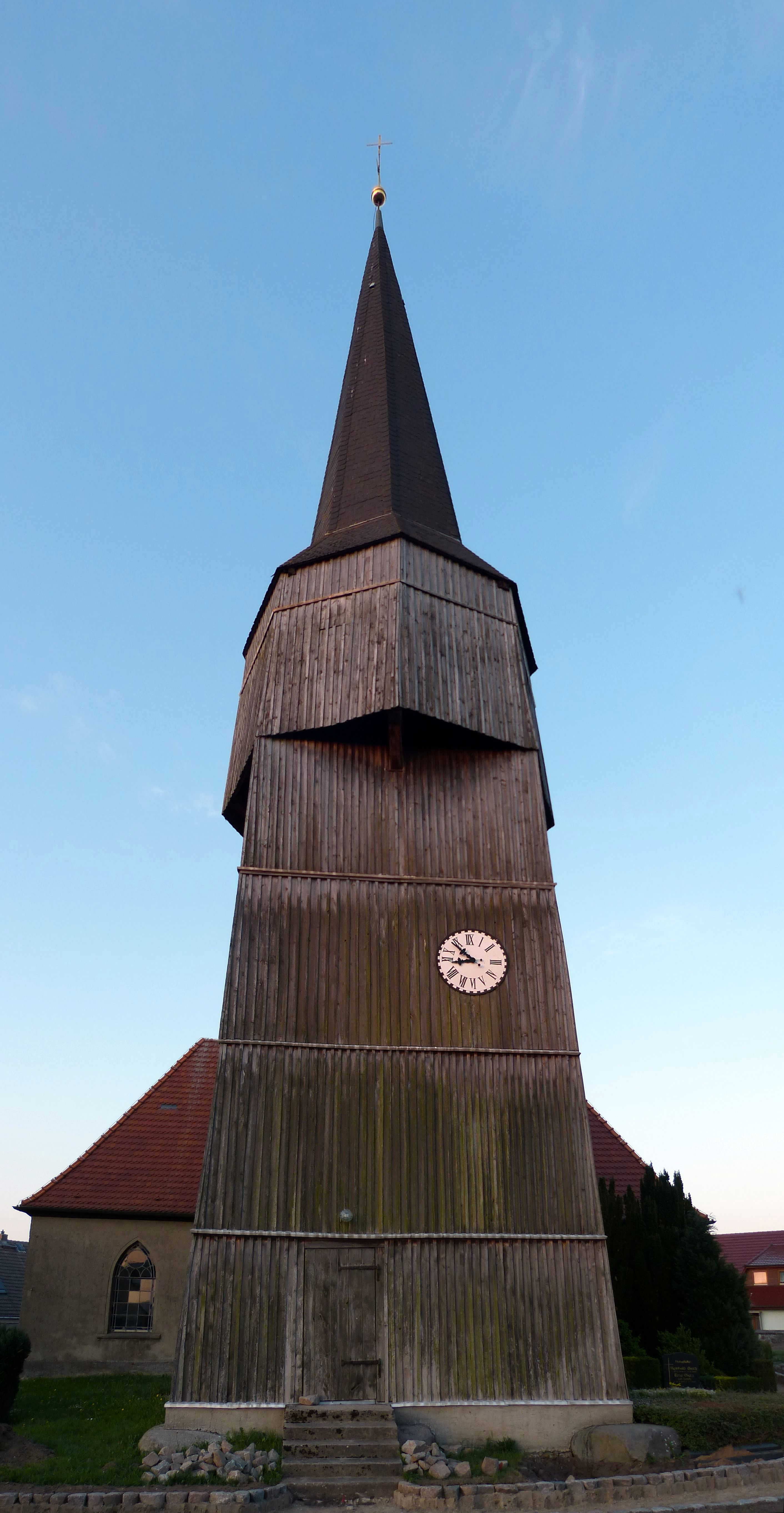
Westseite des Kirchturms mit Uhr

Die Kirche Bartow ist ein spätgotisches Kirchengebäude in Bartow im Landkreis Mecklenburgische Seenplatte. Sie gehört zur Kirchengemeinde Daberkow im Pfarrverbund Hohenmocker-Daberkow in der Propstei Demmin im Pommerschen Evangelischen Kirchenkreis der Evangelisch-Lutherischen Kirche in Norddeutschland. Bis 2012 gehörte sie zum Kirchenkreis Demmin der Pommerschen Evangelischen Kirche.

## Geschichte
Die Kirche wurde erstmals 1287 erwähnt, als sie dem Kloster Verchen zugeordnet war. 1308 wurde sie dem Archidiakonat Stolpe unterstellt. Bis zur Einführung der Reformation in Pommern 1535 war sie eine eigene Pfarrkirche, danach wurde sie der Daberkower Kirche als Tochterkirche untergeordnet. 1582 wurde eine Kirchenvisitation durchgeführt. Zwischen 1570 und 1584 wurden wahrscheinlich zwei Kirchenglocken und eine Turmuhr erworben. Für 61 Taler ließ der amtierende Pastor 1617 die Kirche reparieren und Turm und Friedhofsmauer instand setzen. Während des Dreißigjährigen Krieges diente die Kirche 1627 als Pferdestall. Im 18. Jahrhundert erhielt die Kirche durch Anbauten ihren heutigen Grundriss.
1957 wurde die Kirche restauriert, in der ehemaligen Sakristei wurde eine beheizbare Winterkirche eingerichtet. Die Putzarbeiten an den Außenflächen wurden 1976 abgeschlossen. Eine erneute Sanierung der Kirche wurde 2003 durchgeführt.

## Architektur
Die Kirche wurde um die Zeit von Ende des 14. bis zum Anfang des 15. Jahrhunderts auf rechteckigem Grundriss aus Feldstein und Backstein über einem älteren Bau aus dem 13. Jahrhundert errichtet. Ost- und Westgiebel sind durch Blenden gegliedert und bestehen vollständig aus Backstein. Für die Patronatslogen wurden von 1742 bis 1748 zwei querschiffartige Anbauten an Nord- und Südseite angefügt, so dass die heute vollständig verputzte Kirche insgesamt einen kreuzförmigen Grundriss hat.
Im 16. Jahrhundert wurde der quadratische Westturm angebaut, der in Höhe des Geläuts einen oktogonalen Aufsatz mit Spitzhelm hat. Die Höhe des mit Brettern verkleideten Turms beträgt 32 Meter. Diese wurden 1886 erneuert, als der Turm mit Schiefer gedeckt wurde.
In der Südseite des Turms befindet sich, seit 1631 belegt, eine Uhr. Die wahrscheinlich in der zweiten Hälfte des 16. Jahrhunderts angeschaffte Turmuhr soll sich während des Dreißigjährigen Krieges zeitweise in Völschow befunden haben. Auf ihrem Zifferblatt stehen mehrere römische Zahlen auf dem Kopf.

## Innenausstattung
Der Ostteil wird durch den Kanzelaltar und seitlich daran anschließende verglaste Wände vom restlichen Kirchenraum abgetrennt. Altar, Trennwände, Gestühl und Empore stammen aus der Barockzeit Mitte des 18. Jahrhunderts.

### Glocken
Von den beiden seit 1634 nachweisbaren Glocken, die wahrscheinlich im 16. Jahrhundert gegossen worden waren, wurde eine während des Ersten Weltkriegs als Rüstungsmaterial abgegeben. 1924 wurde sie durch eine neue Glocke ersetzt. Seit 2003 wird das Geläut elektrisch angetrieben.

### Orgel
Die Orgel wurde 1899 in der Werkstatt von Barnim Grüneberg in Stettin gebaut und ist dessen Opus 418. 2007/08 wurde sie von Johann-Gottfried Schmidt instand gesetzt. Das Instrument verfügt über elf Register, verteilt auf zwei Manuale und Pedal, hinter einem neugotischen Prospekt.
| I Manual C–f3 |     |
| Bordun        | 16′ |
| Principal     | 8′  |
| Flöte         | 8′  |
| Gamba         | 8′  |
| Octave        | 4′  |

| II Manual C–f3 |    |
| Salicional     | 8′ |
| Aeoline        | 8′ |
| Liebl. Gedackt | 8′ |
| Flauto dolce   | 4′ |
| Calcant        |    |

| Pedal     |     |
| Subbass   | 16′ |
| Violonbaß | 8′  |

- Koppeln: Manualkoppel, Pedalkoppel